# Rüdiger Ramme
Heinz-Rüdiger Ramme (* 5. Oktober 1967 in Siegburg) ist ein deutscher Agraringenieur und Fernsehgärtner.

## Leben und Wirken
Ramme, der in Lohmar aufgewachsen ist, studierte in Weihenstephan Gartenbau-Wissenschaften und übernahm nach dem abgeschlossenen Studium den elterlichen Gartenbaubetrieb. In den verschiedenen regionalen Lokalzeit-Programmfenstern des WDR betreut er seit mehreren Jahren die Rubrik Gartenzeit, von der schon mehrere hundert Folgen erschienen sind. Ramme ist Vorsitzender der Mittelstands- und Wirtschaftsvereinigung der CDU in Lohmar.
Ramme lebt mit seiner Frau und seinen drei Töchtern in Lohmar.